# Родоальд (король лангобардов)
Родоальд — король лангобардов в 652—653 годах.

## Биография
Родоальд был единственным сыном короля лангобардов Ротари. О том, кто была его мать, среди историков существуют разные мнения. Одни предполагают, что Родоальд был сыном Ротари от первого брака с неизвестной по имени женщиной. Другие считают Родоальда сыном Ротари и Гундеберги.
В 652 году после смерти отца Родоальд унаследовал престол Лангобардского королевства. Возможно, что к моменту вступления на престол он ещё не достиг совершеннолетия и регентом при нём была Гундеберга. Однако новый король удерживал власть всего пять месяцев и неделю. В 653 году он был убит мужем одной из женщин, которую он обесчестил. После смерти Родоальда при поддержке католической церкви престол занял Ариперт I.
Мнение о том, что Родоальд был женат на Гундеберге, дочери Агилульфа и Теоделинды, ошибочно.